# Kriterium für vollständige Unimodularität
In der Kombinatorischen Optimierung, einem der Teilgebiete der Kombinatorik, findet man einige Kriterien für die vollständige Unimodularität ganzzahliger Matrizen. Ein besonders nützliches dieser Kriterien geht auf eine Arbeit des französischen Mathematikers Alain Ghouila-Houri aus dem Jahre 1962 zurück.

## Kriterium
Das Kriterium lässt sich angeben wie folgt:
Eine Matrix {\displaystyle A=(a_{ij})\in \mathbb {Z} ^{m\times n}\;(m,n\in \mathbb {N} )} ist genau dann vollständig unimodular, wenn es für jede Teilmenge {\displaystyle R\subseteq \{1,...,m\}}  eine Zerlegung
{\displaystyle R_{1}\;{\dot {\cup }}\;R_{2}=R}
gibt derart, dass für jeden Index {\displaystyle j=1,...,n} die Beziehung
{\displaystyle \sum _{i\in R_{1}}{a_{ij}}-\sum _{i\in R_{2}}{a_{ij}}\in \{-1,0,1\}}
erfüllt ist.

### Korollar
Das Kriterium von Ghouila-Houri lässt sich umsetzen in ein Kriterium für bipartite Graphen:
Die Inzidenzmatrix {\displaystyle I_{G}}  eines endlichen ungerichteten Graphen {\displaystyle G} ist vollständig unimodular genau dann, wenn {\displaystyle G} bipartit ist.

## Weiteres Kriterium
Ein anderes wichtiges Kriterium für die vollständige Unimodularität ganzzahliger Matrizen – welches auch zum Beweis des Kriteriums von Ghouila-Houri herangezogen werden kann –  hatten schon A.J. Hoffman und J.B. Kruskal im Jahre 1956 geliefert. Darin wird die vollständige Unimodularität ganzzahliger Matrizen in Verbindung gebracht mit Ganzzahligkeitseigenschaften der zugehörigen Polyeder. Im Einzelnen gilt nämlich der folgende Satz:
Eine Matrix {\displaystyle A\in \mathbb {Z} ^{m\times n}\;(m,n\in \mathbb {N} )} ist genau dann vollständig unimodular, wenn für jeden Vektor {\displaystyle b\in \mathbb {Z} ^{m}} sämtliche Eckpunkte des zu {\displaystyle b} gehörigen Polytops {\displaystyle \{x\in \mathbb {R} ^{n}\mid x\geq 0\;,{A\cdot x}\leq b\}} ganzzahlige Koordinaten haben.